# Vertumno y Pomona (Juan van der Hamen)
Vertumno y Pomona es un lienzo de tema mitológico de Juan van der Hamen, que forma parte de la colección del Banco de España.

## Introducción
Juan van der Hamen fue un pintor español, nacido en Madrid en el seno de una familia de origen flamenco. Fue el principal pintor de bodegones en el Madrid de las primeras décadas del siglo XVII, pero también cultivó otros géneros artísticos, como el retrato, el paisaje y la pintura religiosa. El presente lienzo y Ofrenda a Flora son dos de los escasos ejemplos de pintura mitológica de este artista.Es posible que estos dos lienzos —junto con otro actualmente perdido— hubieran sido encargados por Jean de Croÿ (conde de Solre).

## Tema de la obra
En la mitología romana, Pomona era la diosa protectora de los árboles frutales y de las cosechas, por lo que se la solía representar como una hermosa joven rodeada de frutas. En el poema Las metamorfosis, del poeta romano Ovidio, se relatan las distintas apariencias que adoptó Vertumno —dios de las estaciones—.para conseguir el amor de Pomona.

## Análisis de la obra

### Datos técnicos y registrales
- Madrid, colección del Banco de España;[5]
- Pintura al óleo sobre lienzo;
- Dimensiones: 229 x 149 cm,
- Datación: 1626;
- Firmado y fechado en una cartela, en la parte inferior derecha: Juan vander Gamer / y León fat. 1626.[6]

### Descripción de la obra
El pintor no representa el momento final del poema —con Vertumno metamorfoseado en un gallardo joven— sino en un estadio anterior, apareciendo como un labriego del jardín de Pomona. Los rasgos de ambos personajes están basados en grabados de Antonio Tempesta. De una cornucopia situada en la parte izquierda se derrama una gran cantidad de frutos, que cubren todo el suelo. Su diversidad apelaba al interés de las personas interesadas en la botánica y, por otro lado, constituía un gozoso deleite sensorial para todos los espectadores. Pomona aparece como una joven hermosa, vestida según la moda contemporánea del lienzo. La diosa ofrece a Vertumno un melocotón —ausente en este episodio de la historia— mientras que Vertumno le ofrenda una cesta con frutas. Este lienzo puede también interpretarse como una parábola sobre el matrimonio, que se ejemplifica con la interdependencia entre la parra y el árbol, justo detrás de la diosa.